# Mercados disputados
La teoría de los mercados disputados o (en inglés "contestable markets") fue dada a conocer por primera vez por William Baumol, John Panzar y Robert Willig en 1982 titulada Constestable Market and the Theory of Industry Structure ('Los Mercados Disputados y la Teoría de la Estructura Industrial'). Esta teoría trata de demostrar que un mercado monopolista u oligopolista puede llegar a asemejarse bastante a una estructura de mercado competitivo. Se da en la situación en que la empresa en situación de monopolio es amenazada por competidores potenciales, candidatos a entrar en el mercado, que en cualquier momento podrían acabar con su monopolio. Para que esto no ocurra, y considerando que realiza prácticas legítimas, la empresa monopolista no tiene más opción que tomar medidas cercanas a la competencia perfecta, por ejemplo disminuyendo su precio de venta hasta que sea igual al coste marginal, mejorando e innovando el producto o servicio, etc.
Lo que provoca que su poder monopolista de mercado se vea notablemente mermado.